# 迫正人
迫正人（さこまさと、1949年12月17日−）は、子連れでヨット世界一周横断を遂げた人物である。

## 人物・来歴
鹿児島県生まれ。三人兄弟の末っ子で兄も本人も海が好きでその影響でヨットで世界一周を考えた。きっかけは兄の漁船を一緒に作ろうという一言で、全く知識のない状況で雑誌などを参考に見よう見マネで完成させたのはヨットだった。この事により本格的にヨットの勉強を行い、ヨットで世界一周を決意し1977年5月21日に鹿児島を出航した。
横断中に立ち寄ったアルゼンチンで一人の女性と出会い結婚。1982年8月11日、息子「洋」が誕生した。息子の1歳の誕生日を迎える頃から夫婦の中に亀裂が生じ始め、2歳の頃に離婚を決意し息子と共に横断を続ける事となった。
グアムへ一時停泊を考えた際に母から父の危篤を知らされ急遽鹿児島へ向かう事となり、1986年1月11日に7年8ヶ月に渡る航海を終えて鹿児島港へ到着した。
現在、「有限会社 タラチネケミカル」を立ち上げ、世界で初めてシラスを主原料に水垢・油膜・酸焼けを同時に除去するクリーナーを完成（2008年に国内特許取得）。

## 著書
- 『世界一周子連れ航海記』 集英社 1986年

## 出演番組
- 『午後は○○おもいッきりテレビ』（2007年1月11日、日本テレビ系列）コーナー「きょうは何の日」に息子と出演。